# Percepcja czasu
Percepcja czasu jest przedmiotem badań w psychologii i neurobiologii. Upływ czasu nie może być postrzegany wprost, tak jak bodźce zmysłowe, lecz musi być rekonstruowany przez mózg. Człowiek może przetwarzać interwały czasowe od milisekund do wielu lat.
Psychologia traktuje zagadnienie percepcji czasu w dwojaki sposób. Możemy mówić o tak zwanym czasie psychologicznym, czyli subiektywnych odczuciach związanych z upływem czasu. Rozważa się tutaj zagadnienia związane z oceną własnej przeszłości, czy z odczuciami na temat przyszłości. Jest to nurt rozwijany przez psychologię humanistyczną, egzystencjalną i poznawczą.
Drugim podejściem do tematyki czasu w psychologii są próby zobiektywizowania zagadnienia postrzegania czasu przez jednostkę. Wprowadza się tutaj obiektywne miary zdolności i adekwatności postrzegania czasu. Tutaj ponownie można wprowadzić podział na dwie grupy badań. Pierwsza będzie zawierała projekty skupiające się na dłuższych odcinkach czasu i do niej należą między innymi badania rytmów dobowych ludzi i zwierząt. Drugą grupę stanowią natomiast badania dotyczące krótkich czasów trwania wydarzenia – rzędu sekund lub minut. W tym nurcie badań percepcję czasu określa się często jako estymację czasu – ang. time estimation. Również i wewnątrz tego nurtu wprowadzić możemy podział na badania retrospektywne i prospektywne. Pierwsze dotyczą sytuacji, gdy pomiarowi podlega dokładność określania ram czasowych zdarzeń, podczas których trwania osoba badana nie była świadoma, że czas jest istotnym składnikiem sytuacji. Jeżeli na przystanku autobusowym będziemy zapytani o czas, jaki upłynął od odjazdu ostatniego autobusu o danym numerze, to o ile nie posiadamy dokładnych danych, będziemy musieli chwilę zastanowić się zanim podamy przybliżony i zazwyczaj niedokładny czas. Z badaniami prospektywnymi mamy do czynienia wtedy gdy osoba badana została uprzedzona w instrukcji, że właśnie o czas trwania będzie za chwilę pytana.
Jeżeli na przystanku autobusowym ktoś pyta nas, jak dawno odjechał dany autobus, uruchamiamy zdolności związane z retrospektywną oceną czasu. Jeżeli natomiast zostaniemy poproszeni o zwrócenie uwagi na to, kto z naszych współpracowników najdłużej wykonuje daną czynność, uruchomimy mechanizmy prospektywne.

## Rytmy dobowe
Wnioskiem z wielu badań w tym nurcie jest fakt, że „naturalna doba” ludzka trwa 24 godziny i 45 minut. Jest to rezultat między innymi badań, podczas których badani pozbawiani byli możliwości obserwowania czasu na podstawie zmieniających się pór dnia oraz momentu nastania nocy. Jeżeli osoba zostanie odizolowana od świata zewnętrznego oraz umożliwimy jej regulowanie dopływu światła, okaże się, że czas czuwania oraz snu zajmie w sumie 24 godziny i 45 minut (średnia).

## Prospektywne metody badania percepcji czasu

### Badania nad zwierzętami
Istnieją dwie najpopularniejsze metody badania percepcji czasu, stosowane podczas pomiaru tej zdolności u zwierząt. Metoda momentu szczytowego (ang. peak procedure) oraz metoda wyuczonego przedziału (ang. fixed interval method). Metoda momentu szczytowego polega na warunkowaniu instrumentalnym konkretnej reakcji po upływie ustalonego czasu. Po zastosowaniu ustalonej liczby prób, do procedury włączone zostają próby nie wzmacniane. Podczas gdy wzmocnienie nie zostaje dostarczone, obserwowana jest liczba reakcji zwierzęcia w jednostce czasu. liczba ta powinna (w warunkach normalnych) być największa w otoczeniu punktu czasowego odpowiadającego założonemu. Metoda ustalonego przedziału zakłada pracę w skrzynce Skinnera. Wzmocnienie jest dostarczane po pierwszym wykonaniu reakcji następującym po upływie ustalonego czasu. Obserwowany jest czas pierwszej reakcji po otrzymaniu wzmocnienia. Najwięcej reakcji (w warunkach normalnych) występuje tuż po wzmocnieniu oraz po upłynięciu ustalonego czasu. Charakterystycznym ograniczeniem dla badań nad zwierzętami jest konieczność wyuczenia reakcji, które pociąga za sobą konieczność zaangażowania procesów pamięciowych, będących zmiennymi, które muszą być uwzględniane w późniejszej analizie.

### Badania z udziałem ludzi
Najczęściej osoba badana proszona jest o:
- porównywanie prezentowanych odcinków czasowych
- oszacowanie czasu trwania wydarzenia
- odmierzenie odcinka czasu (zaprezentowanego np. jako liczba sekund w kodzie cyfrowym) przy pomocy odpowiedniego urządzenia (najczęściej komputera)
- powtarzanie zaprezentowanych odcinków czasowych.

## Historia badań i modele percepcji czasu
Początków badań szukać należy już w XIX wieku. Hoagland zaintrygowany relacjami swojej chorej żony (o szybkim upływie czasu) przeprowadził obserwację, podczas której notował czas, w jakim jego żona liczyła do sześćdziesięciu. Okazało się, że czas ten był odwrotnie proporcjonalny do temperatury ciała pani Hoagland. Owa obserwacja doprowadziła do przypuszczenia dotyczącego mechanizmu wewnętrznego zegara. Hoagland ujmował go w kategoriach procesu chemicznego, przyspieszającego wraz ze wzrostem temperatury otoczenia. Jednym z najbardziej popularnych modeli wewnętrznego zegara jest model SET, autorstwa Johna Gibbona, będący implikacją teorii skalarnej oceny czasu (ang. Scalar expectancy theory). Zakłada on istnienie mechanizmu znacznika tempa, mającego własność rytmicznej produkcji pulsów. Kolejnym etapem modelu jest przełącznik bramkujący magazynowanie liczby pulsów przez akumulator. Informacja z akumulatora przekazywana jest do pamięci krótkotrwałej (czasami też, w przypadku istotnych komponent rzeczywistości do pamięci długotrwałej). W przypadku konieczności wykorzystania temporalnej komponenty percepcji aktualna liczba pulsów zarejestrowana przez akumulator porównywana jest ze śladami pamięciowymi.

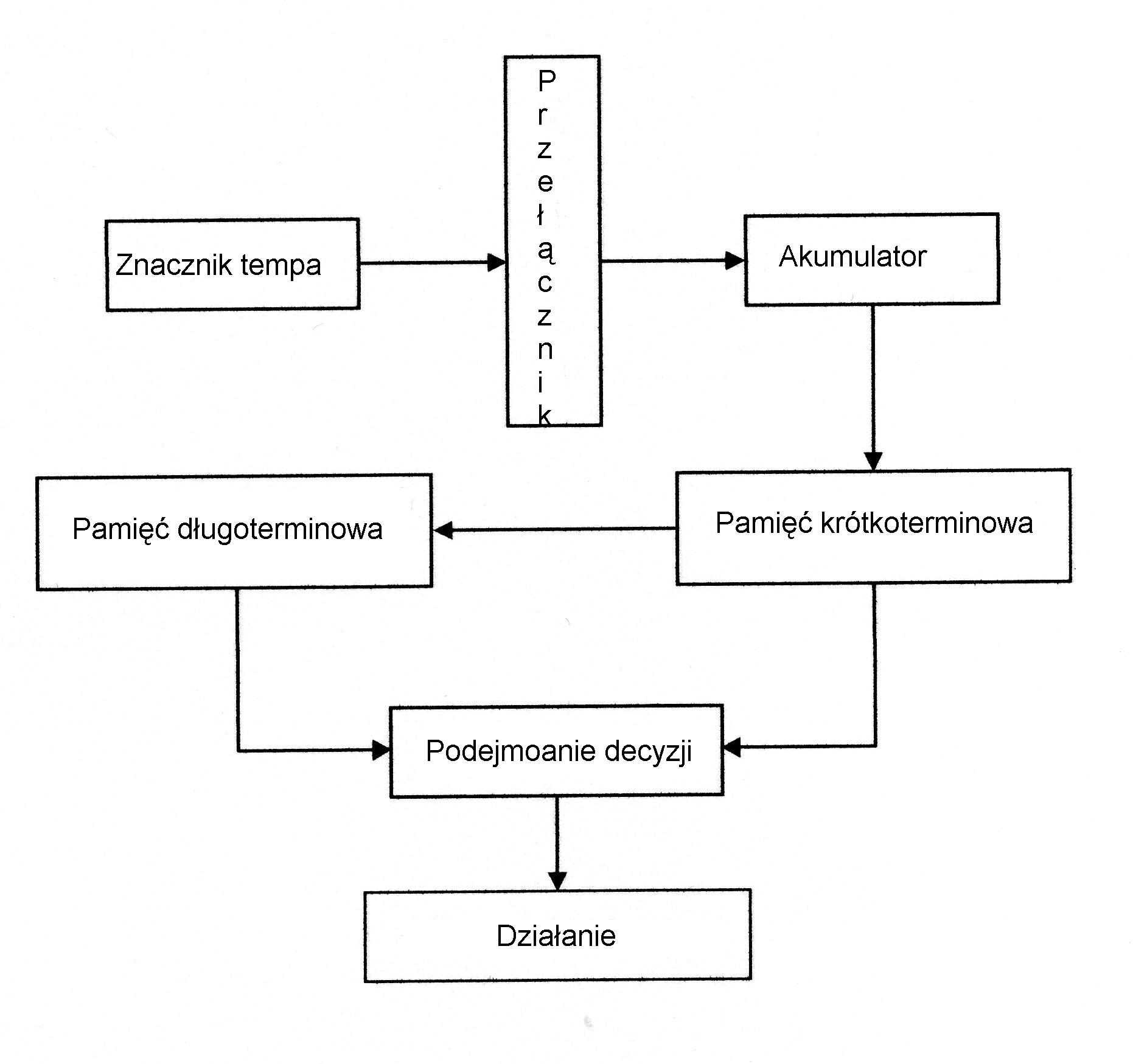
Model SET.

W świetle najnowszych wyników badań, model SET wydaje się niewystarczający w celu wyjaśniania niektórych danych. Powstają próby statystycznego modelowania mechanizmów percepcji czasu przy pomocy np. sieci neuronowych.
Mimo swoich ograniczeń, teoria wewnętrznego zegara pozostaje istotną inspiracją badawczą.

## Wyniki badań

### Mechanizmy biologiczne
Dzisiejszy stan wiedzy nie pozwala na dokładne określenie mechanizmów neurobiologicznych odpowiedzialnych za postrzeganie czasowej komponenty rzeczywistości. Możemy wnioskować istotną rolę w tych procesach struktur mózgowych takich jak: jądra podstawne, droga nigro-striatalna (uważana za prawdopodobny ‘znacznik tempa’, prążkowie (uważane za akumulator), hipokamp, móżdżek, wzgórze oraz prawa część kory przedczołowej. Substancje psychoaktywne wpływające na percepcję czasu to, między innymi, dopamina i jej prekursory, kokaina, amfetamina, metamfetamina, MDMA, LSD, PCP i agonisty receptorów GABA. Znany jest również wpływ na percepcję czasu niektórych zaburzeń, na przykład choroby Parkinsona, schizofrenii, ADHD.

### Czynniki wpływające na percepcję czasu
Możemy do nich zaliczyć wpływ następujących czynników: emocjonalna walencja bodźca, wpływ starzenia się, osobowość (np. ekstrawersja, neurotyzm), rodzaj prezentowanego bodźca (w kontekście angażowanej modalności zmysłowej).
Wykonanie zadań rozróżniania czasu trwania koreluje ujemnie z wykonaniem zadań odtwarzania odcinka czasu.
Wpływ osobowości na percepcję czasu nie jest jasny. Z przeprowadzonych eksperymentów wynikają następujące hipotezy: ekstrawertycy zdają się nie doceniać upływu czasu (efekt widoczny w rozróżnianiu czasu trwania), zaś neurotycy przeceniają upływ czasu w zadaniach powtarzania odcinka czasu.